# Rivarolo Mantovano
Rivarolo Mantovano é uma comuna italiana da região da Lombardia, província de Mântua, com cerca de 2.788 habitantes. Estende-se por uma área de 25 km², tendo uma densidade populacional de 112 hab/km². Faz fronteira com Bozzolo, Casteldidone (CR), Piadena (CR), Rivarolo del Re ed Uniti (CR), San Martino dall'Argine, Spineda (CR), Tornata (CR).

## Demografia
| Variação demográfica do município entre 1861 e 2011                               |
|                                                                                   |
| Fonte: Istituto Nazionale di Statistica (ISTAT) - Elaboração gráfica da Wikipedia |